# Koconoga kanja
Koconoga kanja (znanstveno ime Buteo lagopus) je ujeda iz družine kraguljev.

## Opis
Koconoga kanja je od navadne kanje ali mišarja (Buteo buteo) malce večja, saj doseže dolžino od 51–61 cm in ima razpon peruti med 130 in 152 cm. Od navadne kanje pa se razlikuje tudi po svetlejši barvi spodnjega dela telesa. Koconoga kanja je po zgornji strani telesa prav tako različnih temnejših odtenkov rjave barve, teme glave, lica in tilnik pa so vedno svetla. Noge so prilagojene hladnemu podnebju in so zato poraščene s perjem, od koder izvira tudi ime ptice. Prav tako se koconoga kanja od navadne kanje loči po barvi repa. Ta je pri korenu bel, ob robu pa ima temno progo. Spodnja stran kril je svetla z izrazito temno liso na zgibu peruti, ki so daljše od mišarjevih, v letu pa jih koconoga kanja drži bolj upognjeno. Tudi ta ptica pogosto »visi« v zraku.

## Razširjenost
Koconoga kanja je razširjena od Skandinavije prek severne Rusije in Sibirije do Kamčatke ter na severnem delu Severne Amerike. Njeno življenjsko okolje so tundre severno od gozdne meje, v Srednji Evropi pa polja in travniki, povsod torej, kjer se zadržuje njihov plen, lemingi, in ostali glodavci. Na plen vedno preži na kupih zemlje, po čemer se spet loči od mišarja, ki se zadržuje na drevesih ali drugih višjih izpostavljenih objektih.
Značilnost koconoge kanje je, da se pozimi premakne južneje, kjer preživi poletja. Gnezdi enkrat letno maja in junija v gnezdih, ki jih zgradi v krošnjah dreves ali na tleh.